# Elaphidion fullonium
Elaphidion fullonium är en skalbaggsart som beskrevs av Newman 1841. Elaphidion fullonium ingår i släktet Elaphidion och familjen långhorningar.
Artens utbredningsområde är Haiti. Inga underarter finns listade i Catalogue of Life.